# Baenslandwijk
De Baenslandwijk is een wijk gelegen in de stad Sint-Niklaas in Oost-Vlaanderen. De buurt is gelegen rondom de Hazewindstraat, de Driegaaienstraat, de Pastoor de Meerleerstraat en het Moleken. Er staan veel appartementsgebouwen en het gebied is relatief dichtbevolkt.
De Driegaaienstraat leidt naar de gelijknamige buurtschap Driegaaien. De Pastoor de Meerleerstraat gaat verder het centrum van Sint-Niklaas in. De Hazewindstraat loopt noordwaarts langs de rand van het centrum. Langs de zuidoostkant ligt Tereken. Het Moleken loopt westwaarts naar de buurtschap Valk.
Deelgemeenten: Belsele · Nieuwkerken-Waas · Sinaai · Sint-Niklaas

Overige plaatsen en wijken: Baenslandwijk · Clementwijk · Dillaertwijk · Driegaaien · Driekoningenwijk · Drielinden · Duizend Appels · Eindeken · Elisabethwijk · Fabiolawijk · Godschalk · Hertjen · Hoogkameren · Kettermuit · Kletterbos · Krekel · Molenwijk · Ossenhoek · Patotterij · Populierenwijk · Priesteragiewijk · Puivelde · Stationswijk · Ster · Tereken · Valk · Vlijminckshoek · Vossekot · Vosselwijk · Watermolenwijk · Westakkers · Wijnveld · Zwaanaarde

Belgische gemeenten · Arrondissement Sint-Niklaas · Oost-Vlaanderen · Vlaanderen